# ویرا سیمها ردی
ویرا سیمها ردی (انگلیسی: Veera Simha Reddy) فیلم اکشن درام هندی تلوگو-زبان، محصول سال ۲۰۲۳ است که نویسندگی و کارگردانی آن را گوپیچند مالیننی بر عهده داشته‌است. بازیگران اصلی فیلم نانداموری بالاکریشنا با انجام بازی در دو نقش، همراه با هونی رز در نقش زن اصلی هستند در حالیکه شروتی حسن و وارالاکسمی ساراتکومار و دنیا ویجای نقش‌های مکمل را بازی کرده‌اند. موسیقی فیلم و حاشیه صوتی توسط اس. تامان ساخته شده‌است.
فیلمبرداری اصلی در ماه فوریه ۲۰۲۲ شروع شد و در دسامبر همان سال خاتمه یافت. این فیلم در روز ۱۲ ژانویه ۲۰۲۳، مصادف با جشنواره ماکار سانکرانتی اکران گردید. منتقدان دربارهٔ این فیلم نقدهای متفاوتی را بیان داشتند که نقدهای مثبت در مورد این فیلم بیشتر از نقدهای دیگر بود، این فیلم با مقدار فروشی بالغ بر ۱۳۳ کرور روپیه در سراسر جهان، در گیشه به موفقیت بسیار خوبی دست یافت.